# Badules
Badules es un municipio y localidad española del Campo Romanos,  en el campo de Daroca, provincia de Zaragoza, comunidad autónoma de Aragón. Tiene un área de 19,83 km² con una población de 74 habitantes (INE 2022) y una densidad de 4,79 hab/km².

## Historia
En 1248, por privilegio de Jaime I, este lugar se desliga de la dependencia de Daroca, pasando a formar parte de Sesma de Langa en la Comunidad de Aldeas de Daroca, que en 1838 fue disuelta.

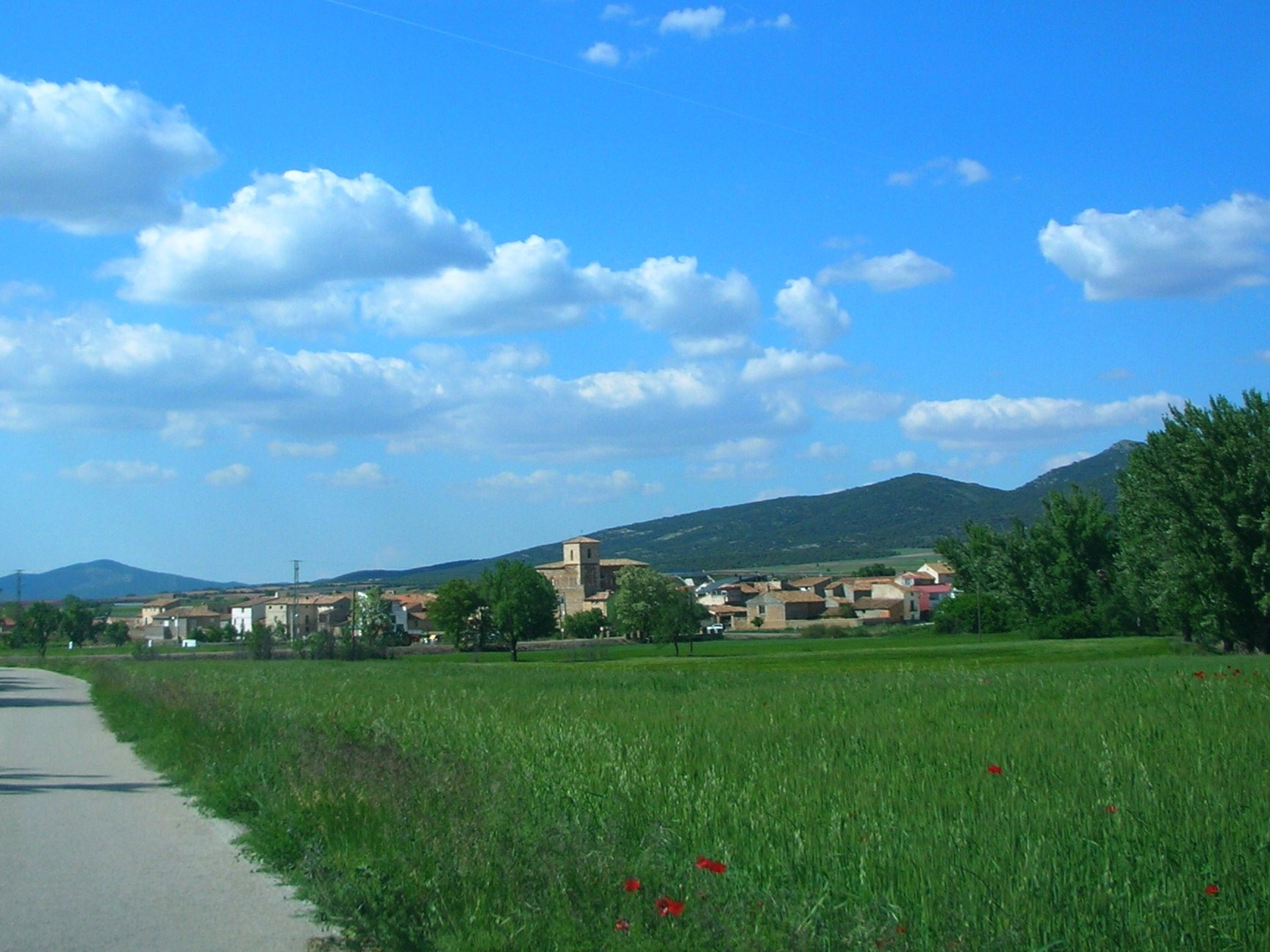
Sierra del Peco alzándose tras Badules

## Demografía
Badules cuenta con una población de 81 habitantes (INE 2024).
| Gráfica de evolución demográfica de Badules entre 1842 y 2021                                                       |
| |
| Población de derecho según los censos de población del INE Población de hecho según los censos de población del INE |

## Administración y política

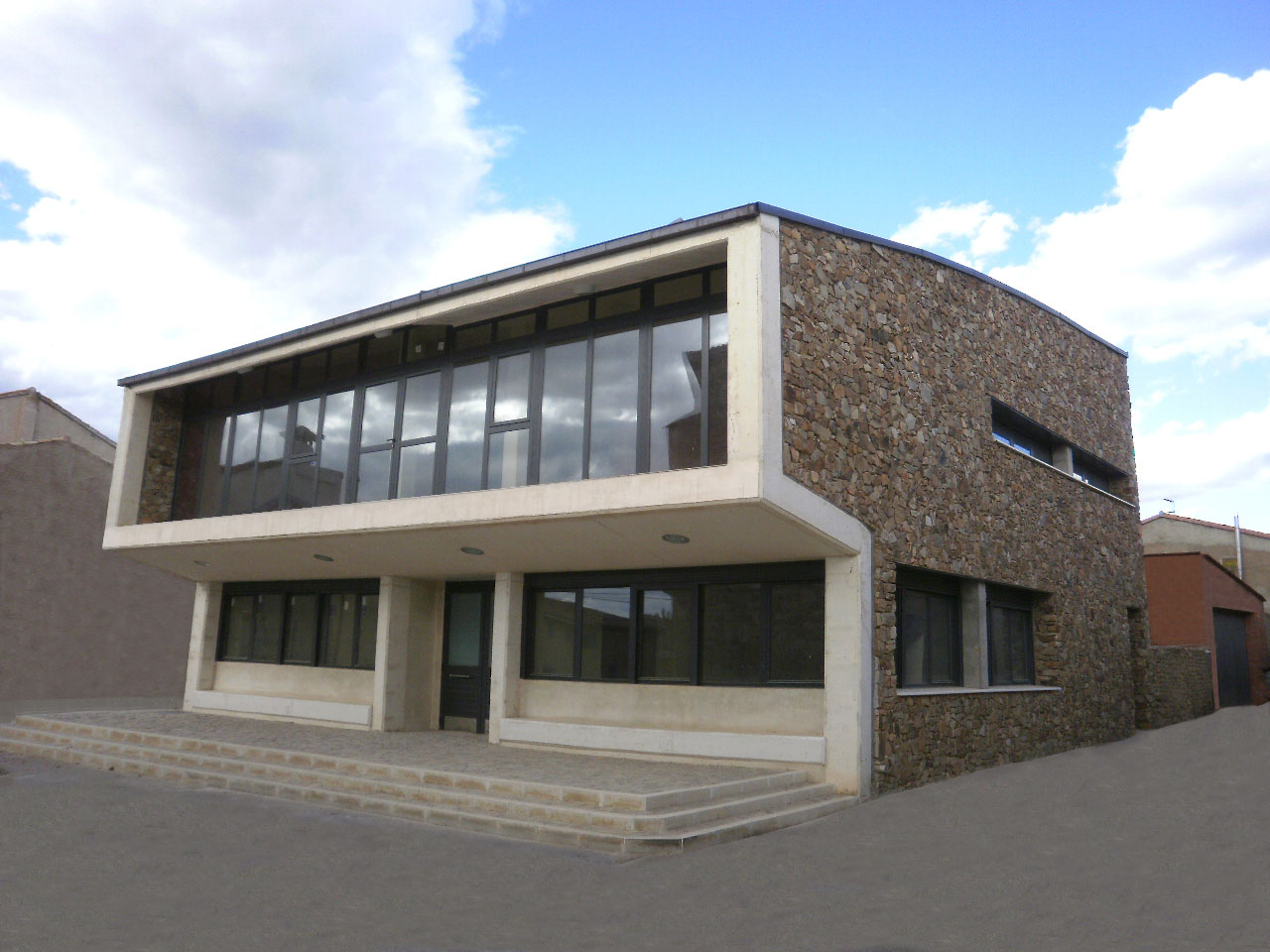
Casa consistorial

| Período   | Alcalde                      | Partido |  |
| --------- | ---------------------------- | ------- |  |
| 1979-1983 | Evelio Román Herrera         | UCD     |  |
| 1983-1987 |                              |         |  |
| 1987-1991 |                              |         |  |
| 1991-1995 |                              |         |  |
| 1995-1999 |                              |         |  |
| 1999-2003 |                              |         |  |
| 2003-2007 |                              |         |  |
| 2007-2011 | Alejandro Espinosa Ramiro    | PSOE    |  |
| 2011-2015 | Alejandro Espinosa Ramiro    | PSOE    |  |
| 2015-2019 | Alejandro Espinosa Ramiro    | PSOE    |  |
| 2019-2023 | Alejandro Espinosa Ramiro    | PSOE    |  |
| 2023-2027 | Juan Carlos Herrero Gonzalvo | PP      |  |

| Partido político    | Partido político                                   | 2003   | 2007   | 2011   | 2015   | 2019   | 2023   |
| Partido político    | Partido político                                   | Ediles | Ediles | Ediles | Ediles | Ediles | Ediles |
|                     | Partido de los Socialistas de Aragón (PSOE-Aragón) | —      | 3      | 3      | 3      | 2      | —      |
|                     | Partido Popular de Aragón (PP)                     | 4      | 2      | —      | —      | 1      | 2      |
|                     | Partido Aragonés (PAR)                             | 1      | —      | —      | —      | —      | 1      |
|                     | Chunta Aragonesista (CHA)                          | —      | —      | —      | —      | —      | —      |
| Total de concejales | Total de concejales                                | 5      | 5      | 3      | 3      | 3      | 3      |

## Patrimonio
La iglesia de la Asunción está en el centro del pueblo. En las afueras, formando conjunto con el cementerio, se halla la ermita de San Blas.
Dentro del patrimonio etnológico encontramos el antiguo lavadero, hoy en desuso, pero en su día punto de encuentro para hacer la colada las mujeres del pueblo, y la nevera.
Conserva en su término cuatro peirones dedicados a la Virgen de la Soledad, San Antón, San Blas y del Gallo, que forma parte del Calvario, en el camino hacia Romanos.
La casa Consistorial alberga los usos de centro social (bar), consultorio médico y ayuntamiento. Se formaliza como un gran volumen que mira a la Iglesia de la Asunción, situada enfrente, en la Plaza. El vestíbulo de su interior se convierte en el espacio de representación que su uso público requiere.